# Ekstrandska huset
Ekstrandska huset, även Ekebo, var en byggnad i Karlskoga centrum.
Byggnaden uppfördes efter att den tidigare byggnaden, som huserade Albin Anderssons ateljé, hade förstörts i en brand 1903.